# Jana Bellin
Jana Bellin est une joueuse d'échecs anglaise d'origine tchécoslovaque née Jana Malypetrová à Prague le 9 décembre 1947. 
Grand maître international féminin depuis 1982, elle a remporté huit fois le championnat britannique d'échecs dans les années 1970.
Au 1er octobre 2017, elle est la neuvième joueuse anglaise avec un classement Elo de 2 056 points.

## Compétitions par équipe
Jana Bellin a participé à quinze olympiades d'échecs (dont deux avec la Tchécoslovaquie), remportant deux médailles d'argent individuelles (en 1966 et 1976), une médaille d'argent par équipe avec l'Angleterre en 1976 et une médaille de bronze par équipe avec la Tchécoslovaque en 1969.

## Championnats du monde
Jana Bellin a participé à trois tournois interzonaux féminins :
- En 1973 (sous le nom Jana Hartston), elle finit à la sixième place (sur vingt joueuses) et seules les quatre premières étaient qualifiées pour le tournoi des candidates.
- En 1976 (sous le nom Jana Malypetrová), elle fut à nouveau sixième du tournoi interzonal auquel elle participait (seules trois joueuses étaient qualifiées pour le tournoi des candidates).
- En 1979 (sous le nom Jana Miles), elle finit à la onzième place parmi dix-sept participantes.

## Vie privée
Jana Malypetrova a été l'épouse du maître international anglais William Hartston, puis de Tony Miles et du maître international Robert Bellin.